# ペッカ・ハロネン
ペッカ・ハロネン（Pekka Halonen、1865年9月23日 - 1933年12月1日）はフィンランドの画家である。写実主義のスタイルでフィンランドの風景や働く人々を描いた。

## 略歴
北サヴォ県ラピンラフティ(Lapinlahti)の農家に生まれた。父親はアマチュア画家で、近傍の教会からの依頼で装飾画を描くこともあり、ハロネンも父親が絵の仕事に行くのに同行し絵の技術を学んだ。ハロネンは、ヘルシンキの美術協会の美術学校で4年間学んだ。優れた才能を示し、奨学資金を得て、1890年にパリに出て、私立の美術学校、アカデミー・ジュリアンで学び、ポール・ゴーギャンの指導も受けた。イタリア人モデルの一家が経営する美術学校アカデミー・ヴィッティ(Académie Vitti)でも学んだ。

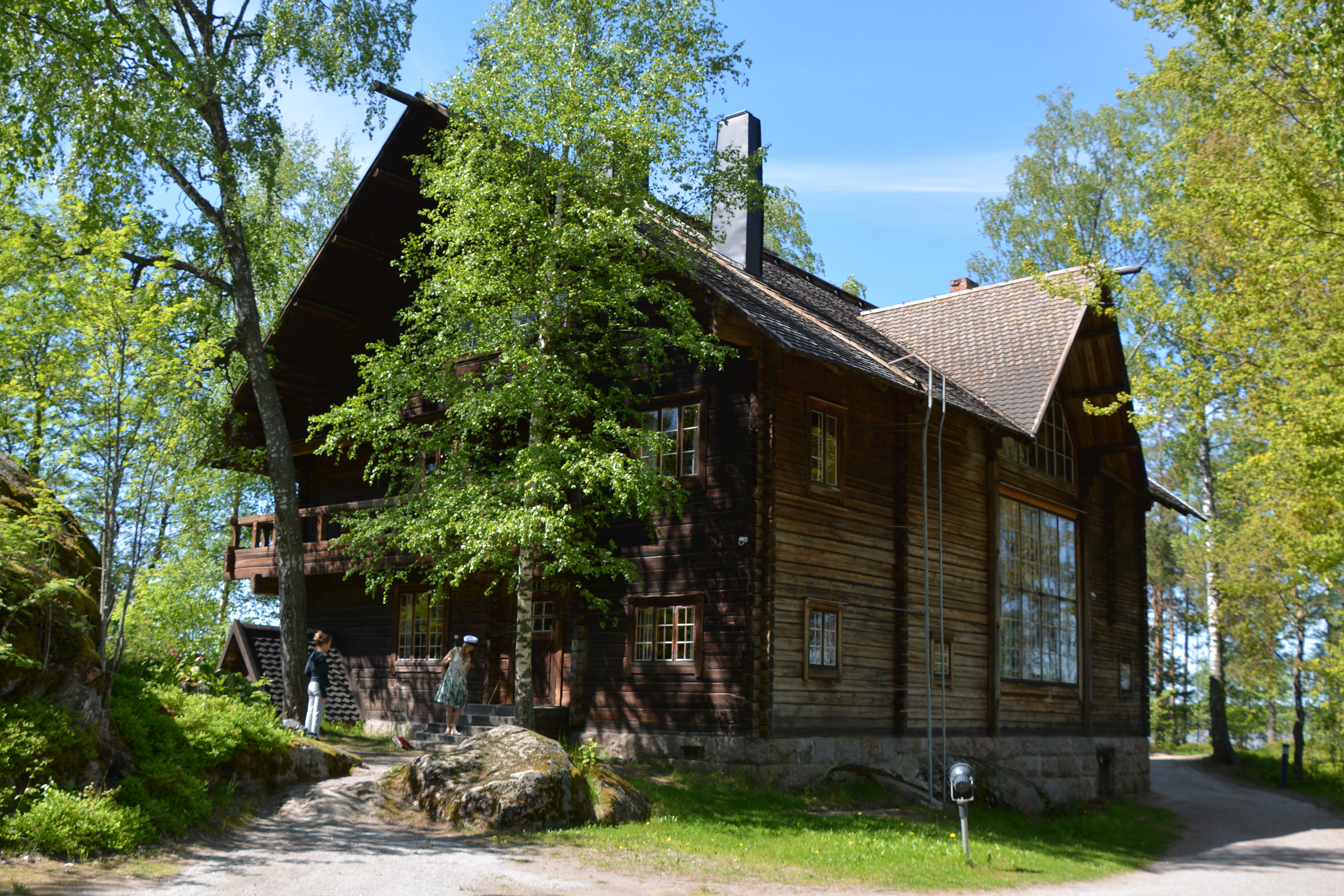
「ハロセンニエミ(Halosenniemi)」

音楽を学んでいたフィンランド人学生のマイヤ・マキネンと結婚したのは1895年で4人の息子と4人の娘が生まれた。1895年に家族とヘルシンキのある、ウーシマー県のトゥースラ湖近くの家に住みスタジオを開いた。ハロネン自身と弟で美術家になったアンティ・ハロネン(Antti Halonen: 1870-1945)がデザインした「ハロセンニエミ(Halosenniemi)」と呼ばれるログハウスを1901年から翌年年の冬の間に自宅の近くに作った 。この建物は現在ハロセンニエミ美術館になっている。またトゥースラ湖の付近は多くの芸術家の集まる芸術家村になった。
1896年に、フィレンツェ、シエナ、ローマなどを旅し、初期ルネサンス美術を学び、1900年にパリ万国博覧会のフィンランド館に2点の作品を展示した。1904年にはウィーンからサンクトペテルブルクを経てフィレンツェに至る旅をした。
1933年にトゥースラで死去した。

## 作品

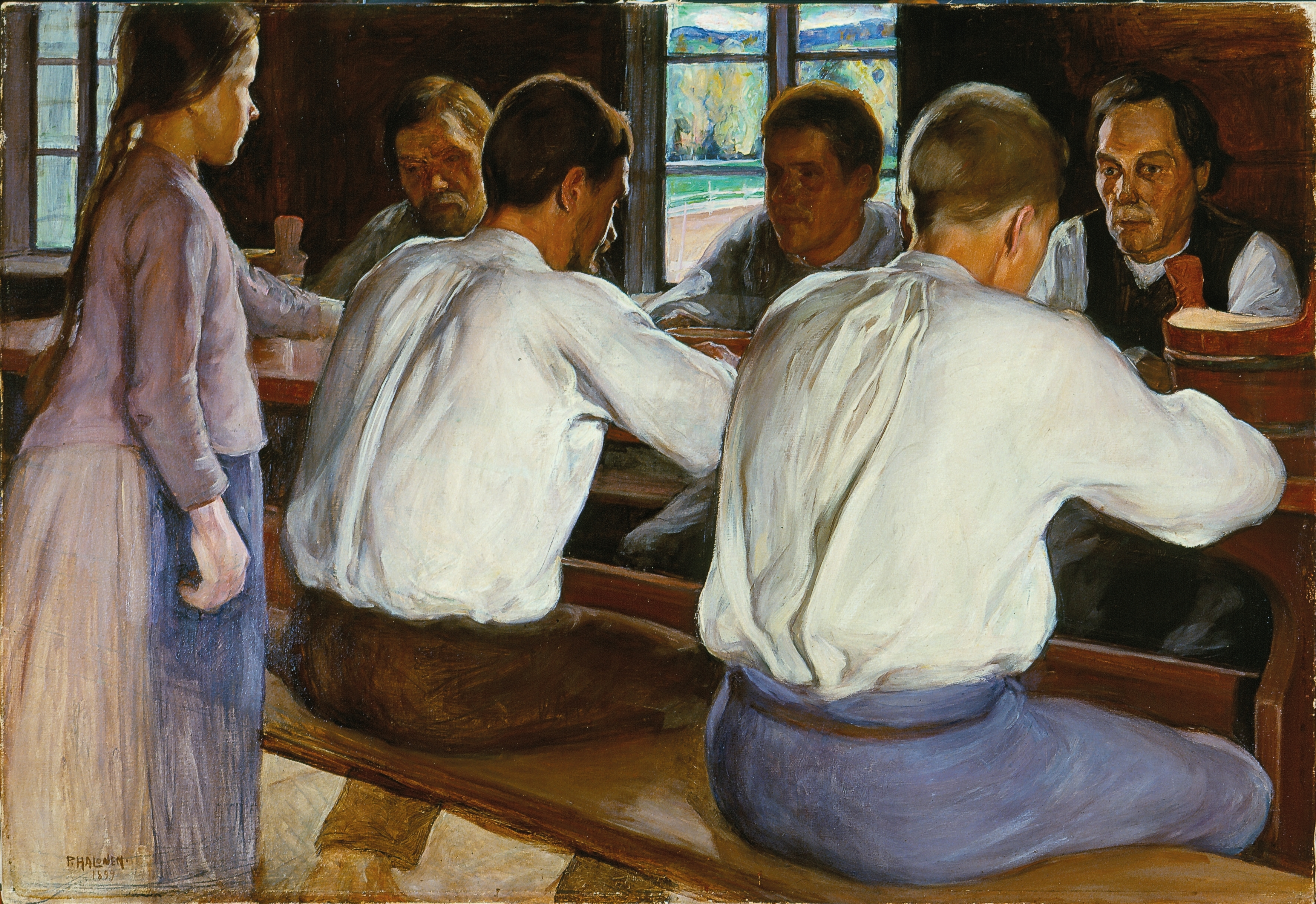
昼食　(1899)
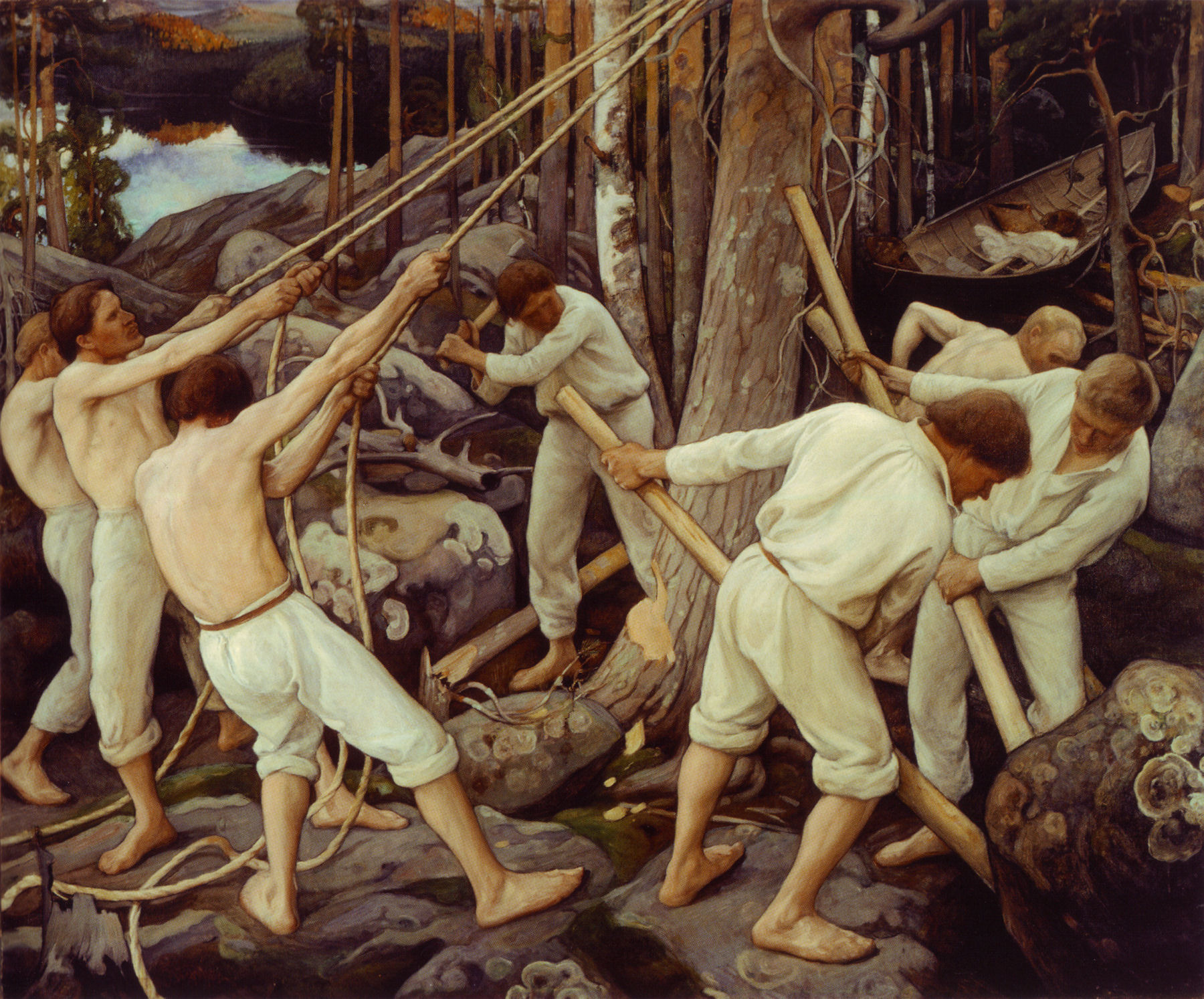
カレリアの開拓者 (1900)
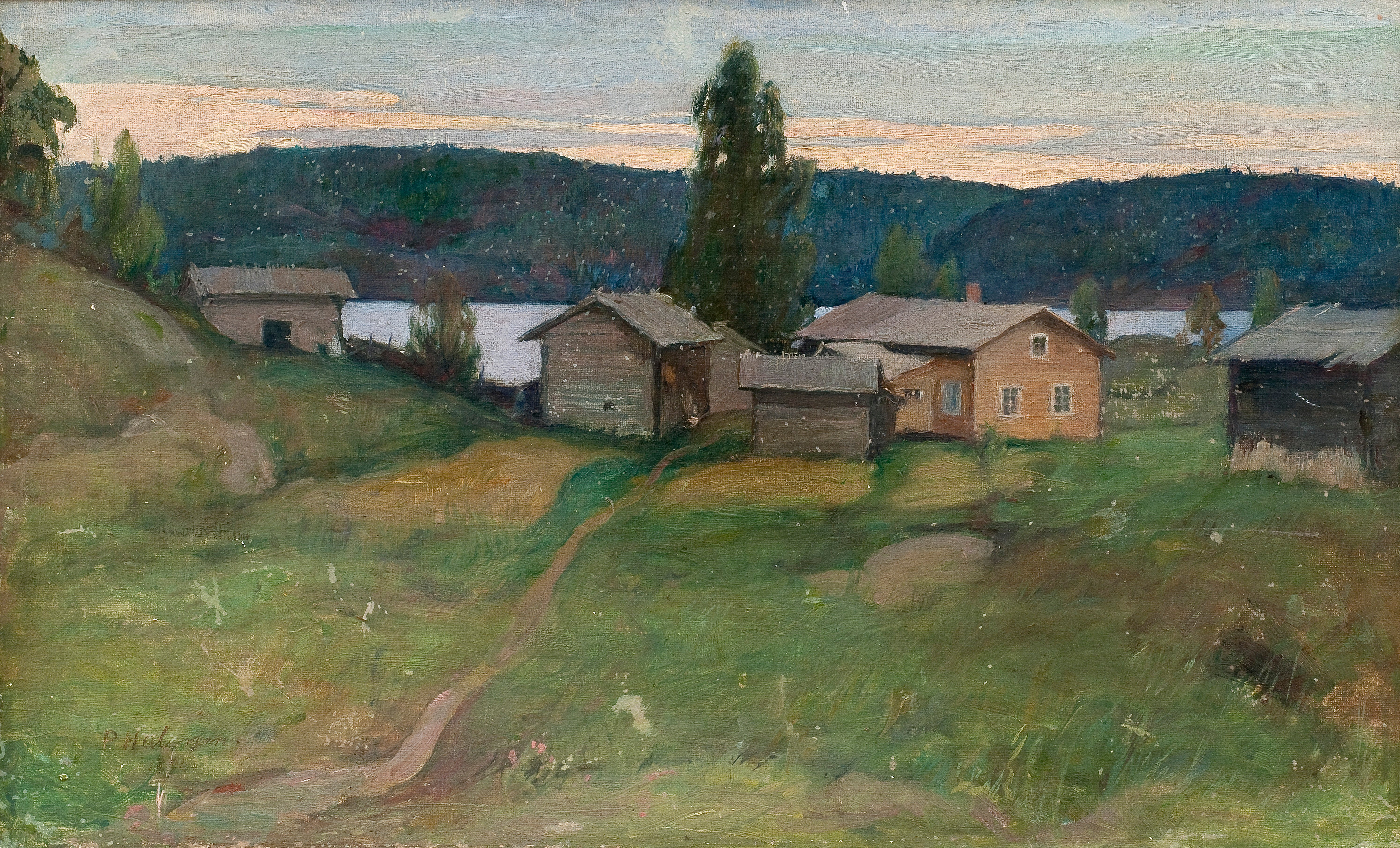
Kivesjärviの家

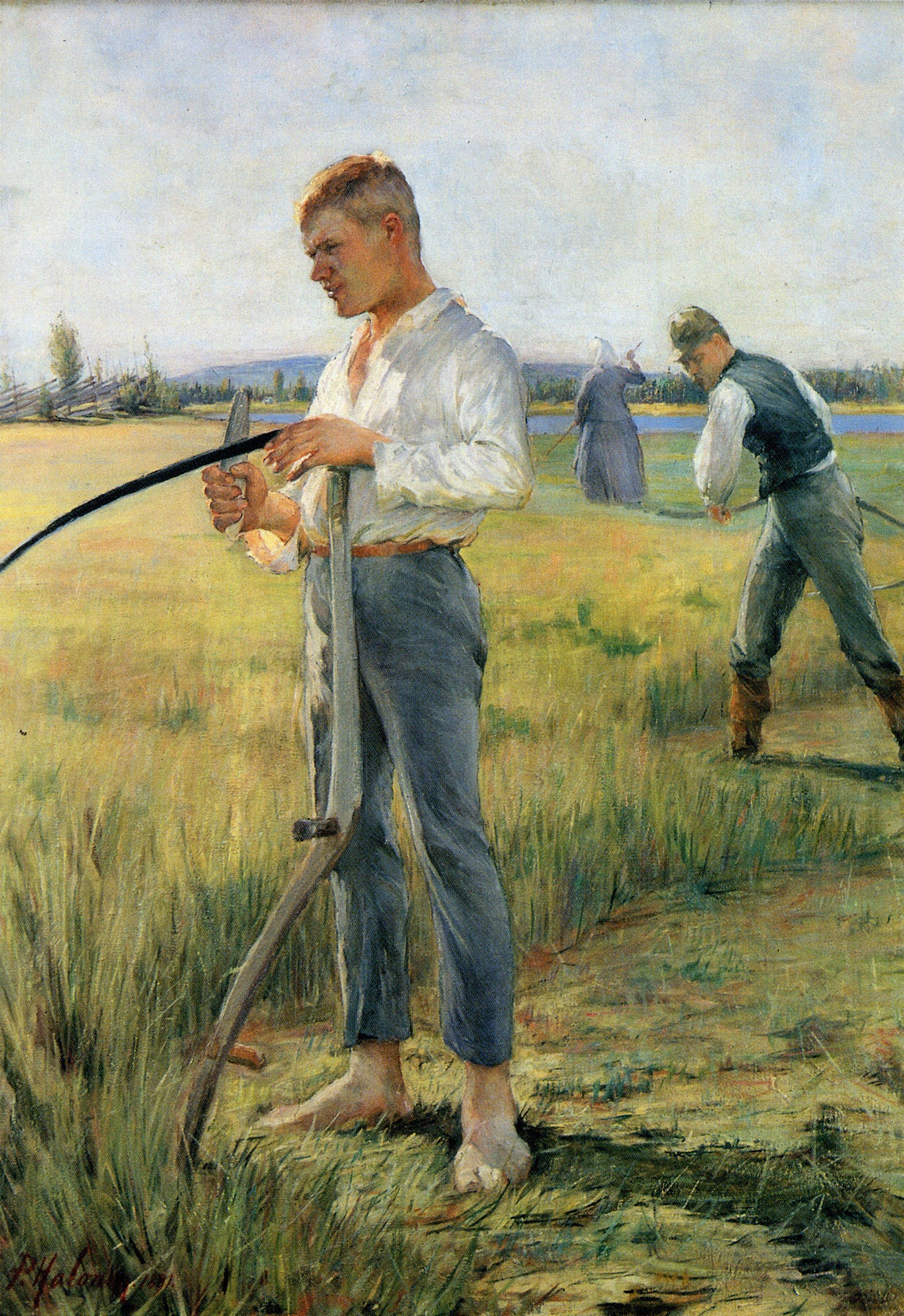
草刈りをする農民 (1891)
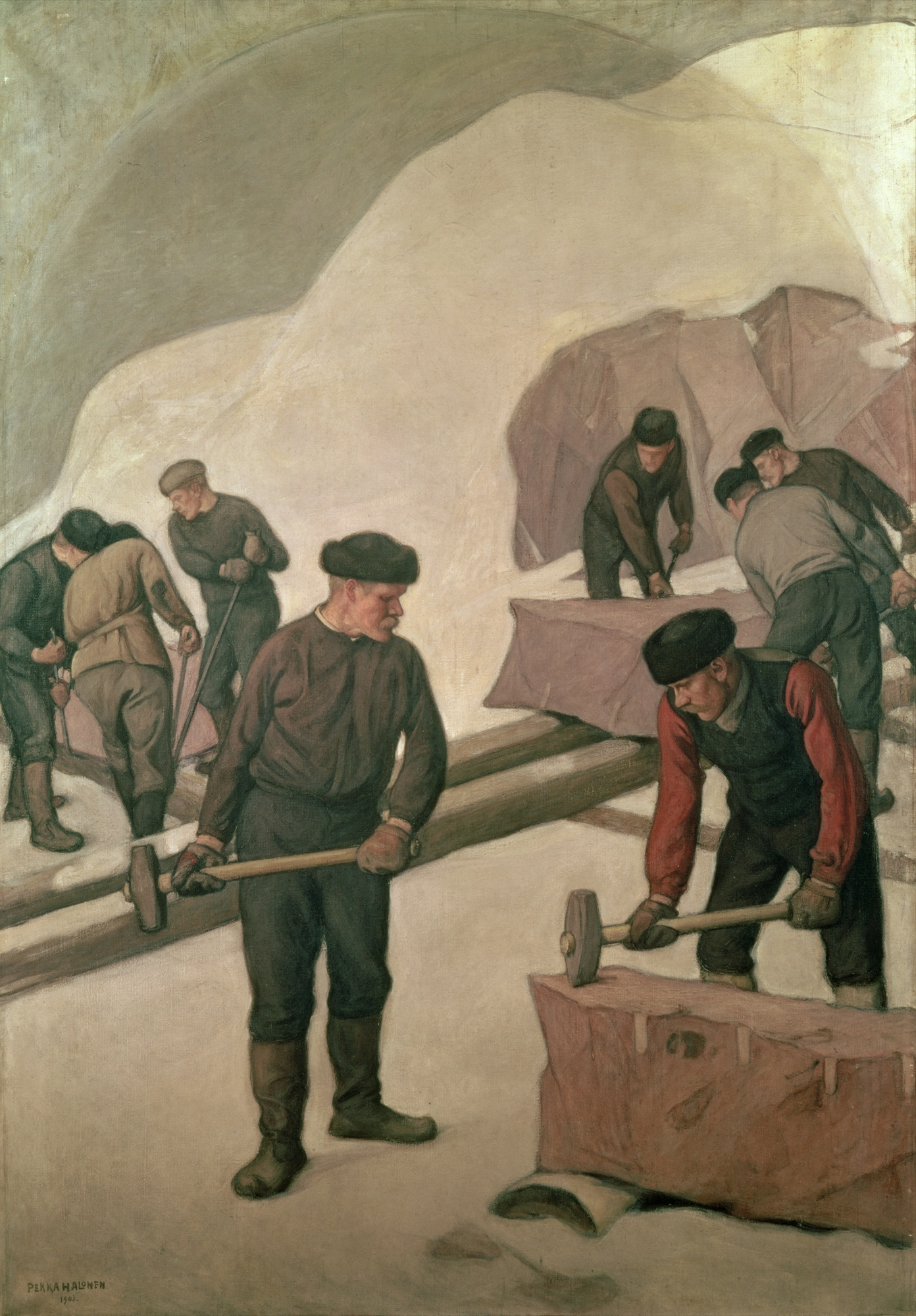
石切職人 (1903)
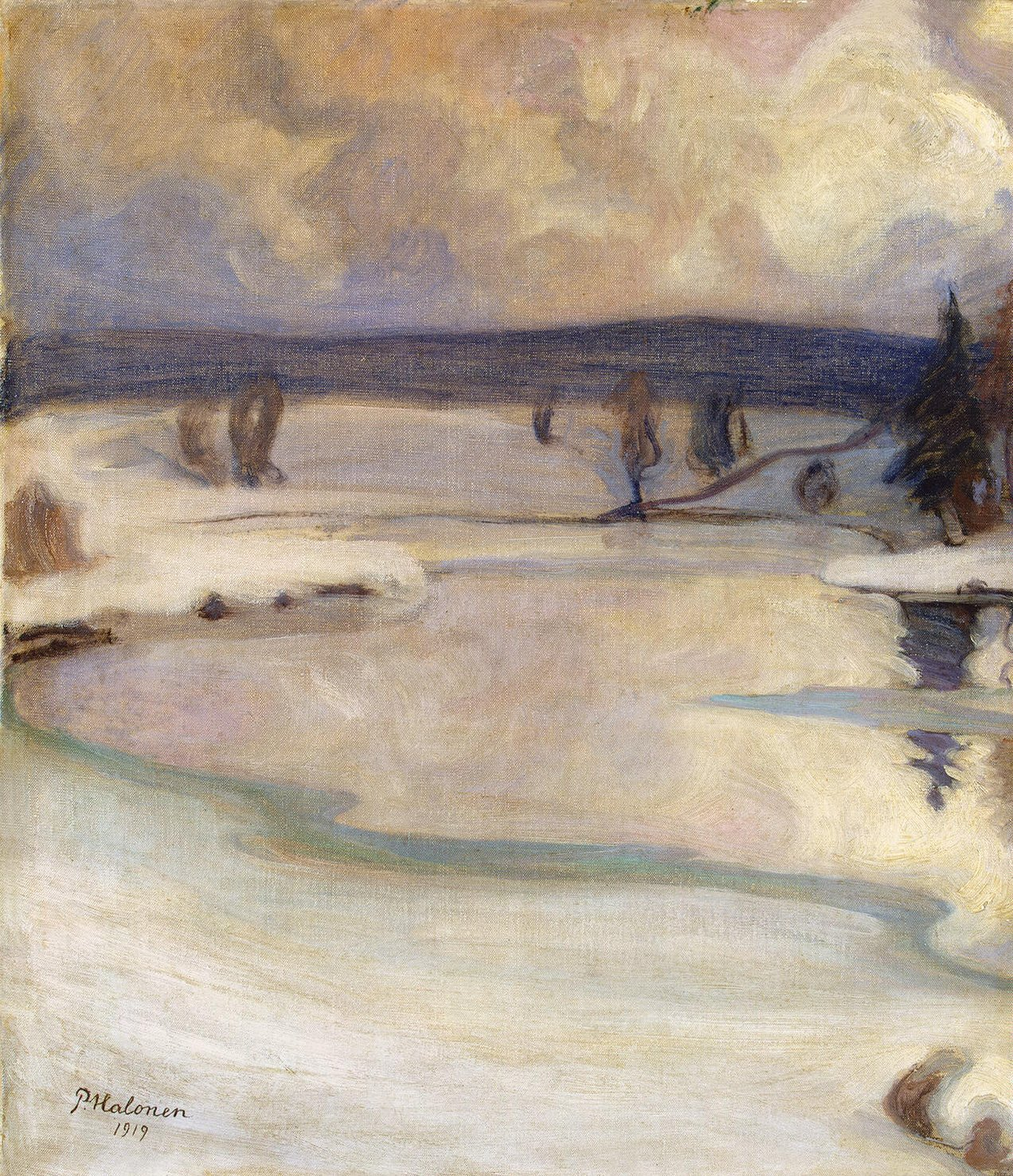
冬の風景 (1919)
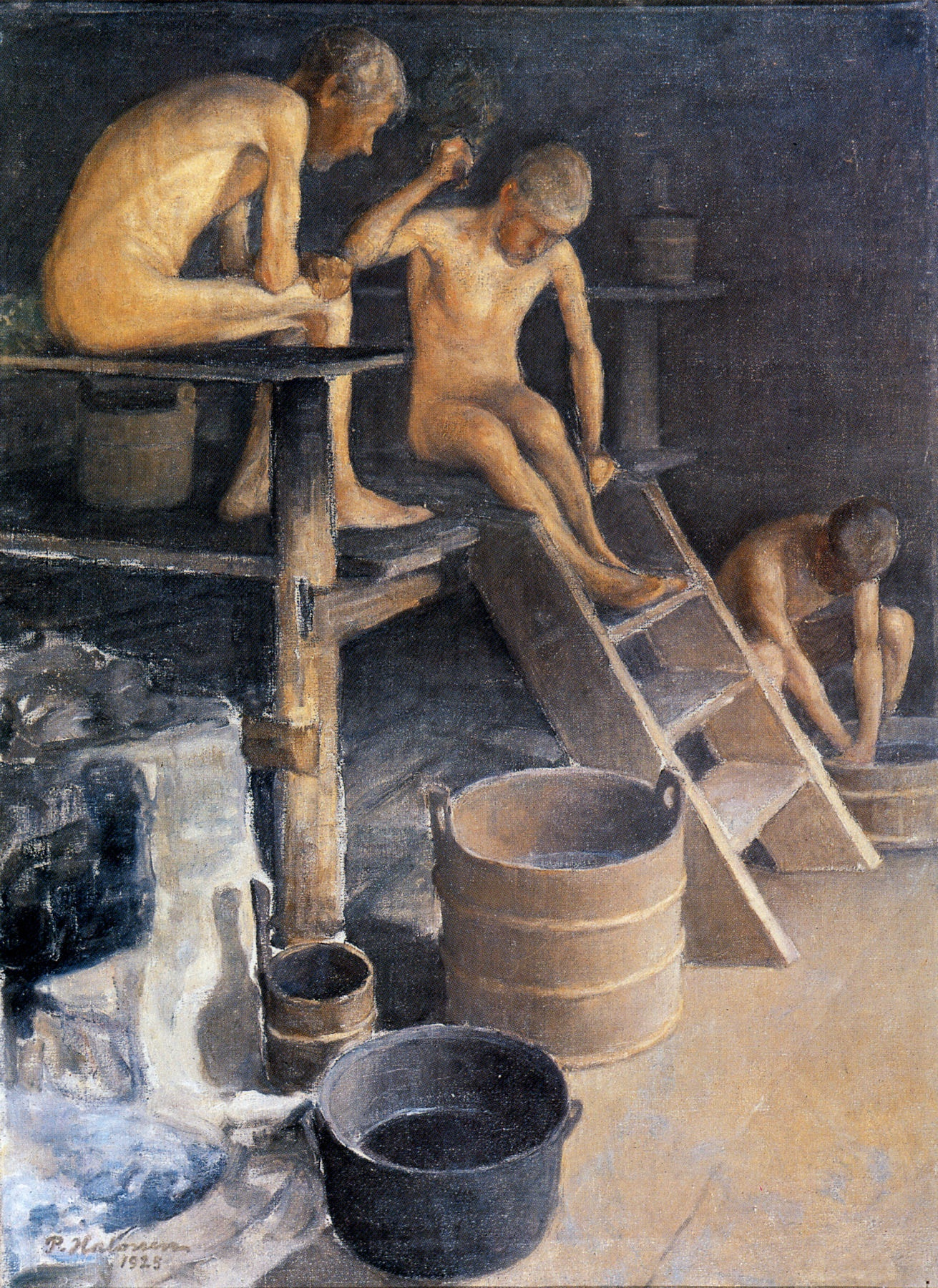
サウナで (1925)